# Governatorato di al-Qalyūbiyya
Il governatorato di al-Qalyūbiyya (in arabo محافظة القليوبية‎?, Muḥāfaẓa al-Qalyūbiyya), in italiano anche Caliubia, è un governatorato dell'Egitto che si trova nel delta del Nilo, a breve distanza a nord della capitale Il Cairo. Il suo capoluogo è Banha. Altri centri urbani di rilievo sono:
- Al Khankah
- Qaha
- Qalyub
- Shibin El Qanater
- Shubra El-Khema
- Toukh
- El Qanater El Khayreya
- Kafr Shukr
- Obour
- Khusus